# Hail, Hail
"Hail, Hail" é uma canção da banda estadunidense de rock Pearl Jam lançada em 1996 no álbum No Code.
Composta pelos integrantes da banda, a canção fala sobre um relacionamento entre duas pessoas e o modo de enfrentar os seus problemas juntos.
A canção chegou a alcançar a segunda posição nas paradas de sucesso canadenses de acordo com a revista RPM.